# Боарон
„Боарон“ е френска компания, най-голямата хомеопатична компания в света.
Произвежда класически хомеопатични препарати, които са притежание (като рецептура) на фирмата и така са защитени от закона като авторски. Такова например е „Осцилококцинум“, което е рекламирано като средство за терапия на грип. Няма никакви научни доказателства, отнасящи се до препаратите на Боарон, както и до всички останали хомеопатични продукти, показващи, че те имат ефект, по-различен от плацебо. Хомеопатията се приема за псевдонаука от съвременния научен свят.